# Deutschordensschloss Gumpoldskirchen

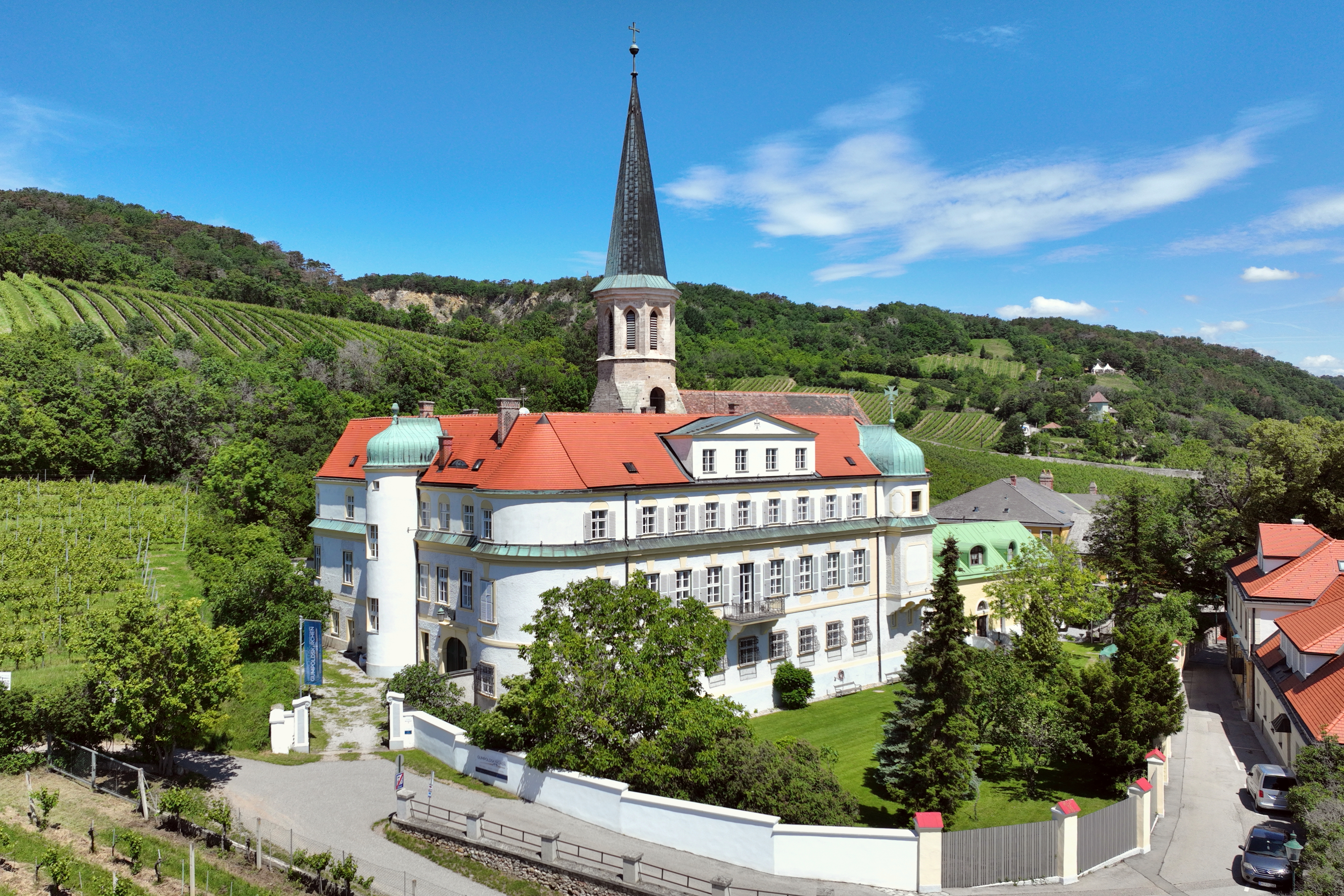
Deutschordensschloss Gumpoldskirchen

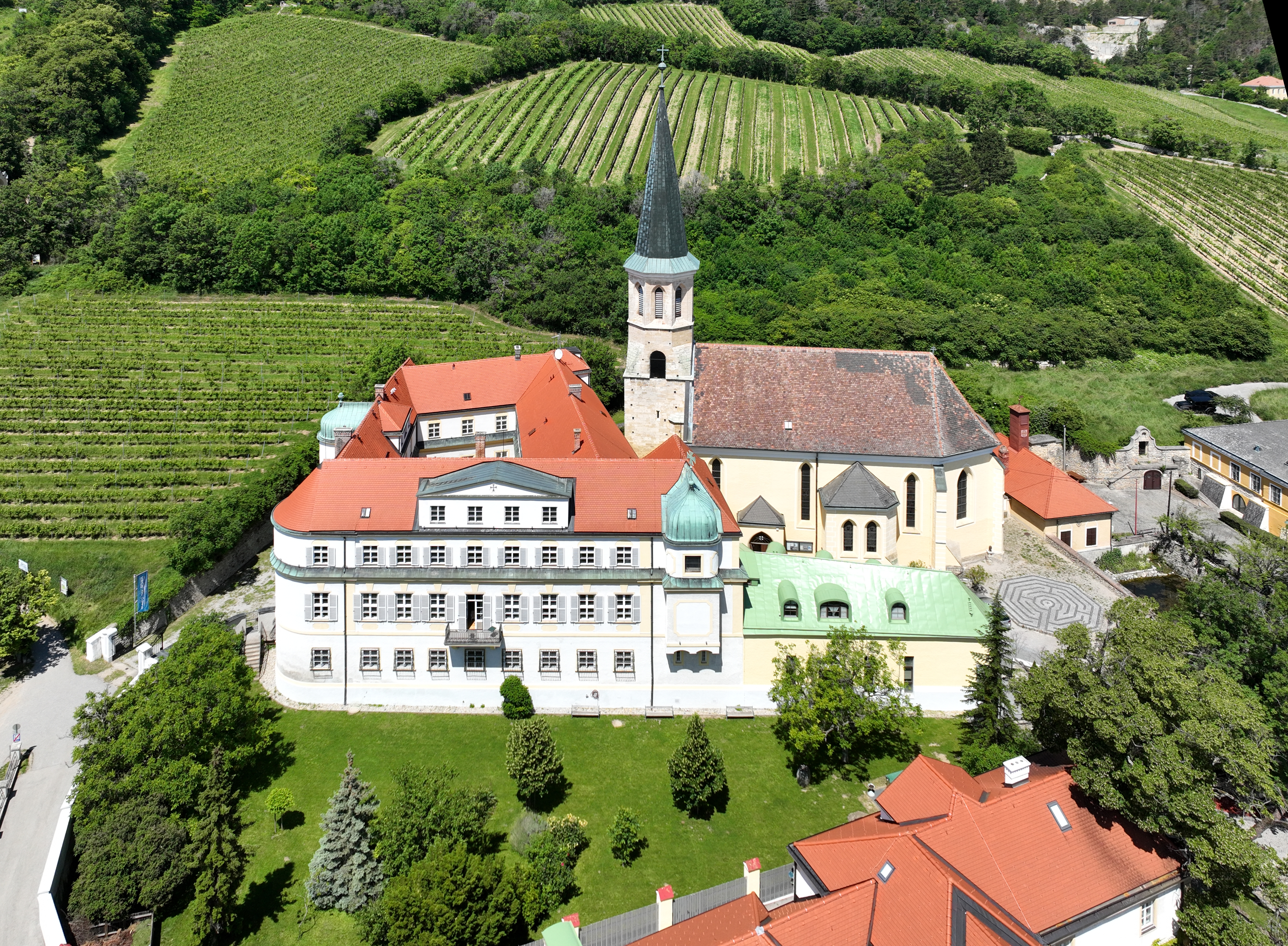
Südostansicht des Deutschordensschlosses

Das Schloss Gumpoldskirchen ist ein Beherbergungsbetrieb und ein Seminarhotel im Weinort Gumpoldskirchen.
Das Schloss dominiert am Kirchenplatz mit der danebenliegenden Michaelskirche in erhöhter Lage die Marktgemeinde.

## Geschichte
Eine ältere Wehranlage mit zwei Befestigungstürmen sind Teil einer barocken, unregelmäßigen und vierflügeligen Schlossanlage. Der Teil einer Wehranlage wurde 1241 von Friedrich II. dem Deutschen Orden geschenkt. Das Schloss wurde im Jahre 1931 durch Umbau und Aufstockung erneuert. Im Zuge des Anschlusses von Österreich an Hitler-Deutschland wurde 1938 das Schloss zur Forschungsanstalt für Weinbau und nannte sich Erstes Reichsweingut. Im Jahre 1945 entstanden Kriegsschäden und im Jahre 1946 wurde es wieder in kirchliches Eigentum überführt und bis 1985 als Altersheim genutzt. Nach einer umfassenden Generalsanierung in den Jahren 1998 bis 1999 wurde das Schloss vom Deutschen Orden als Gästehaus genutzt. Pächter ist seit 2017 Ladislaus Edmund Batthyány-Strattmann.